# دميتري ساليتا
دميتري ساليتا (بالإنجليزية: Dmitry Salita)‏ مواليد 4 أبريل 1982 في أوديسا، الجمهورية الأوكرانية، هو ملاكم أمريكي يصنف ضمن فئة وزن الوسط.

## إحصائيات
خاض خلال مسيرته 38 نزالا، فاز في 35 وتعادل في 1 وخسر في 2. فاز بالضربة القاضية في 18 نزالا.

## وصلات خارجية
- دميتري ساليتا على موقع بوكس ريك (الإنجليزية) (registration required)
- الموقع الرسمي